# Relieve apalachano

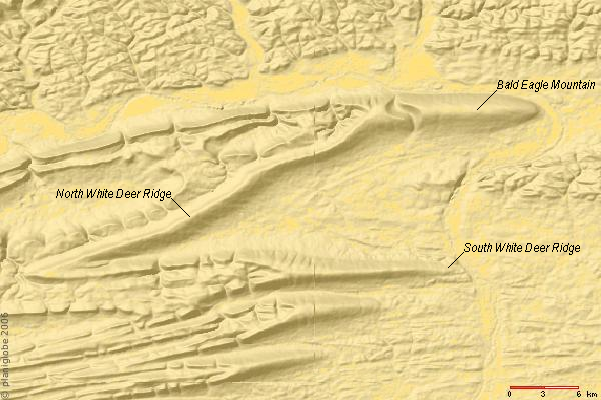
Mapa en relieve de la parte central de Pensilvania que muestra un ejemplo típico del relieve apalachano.

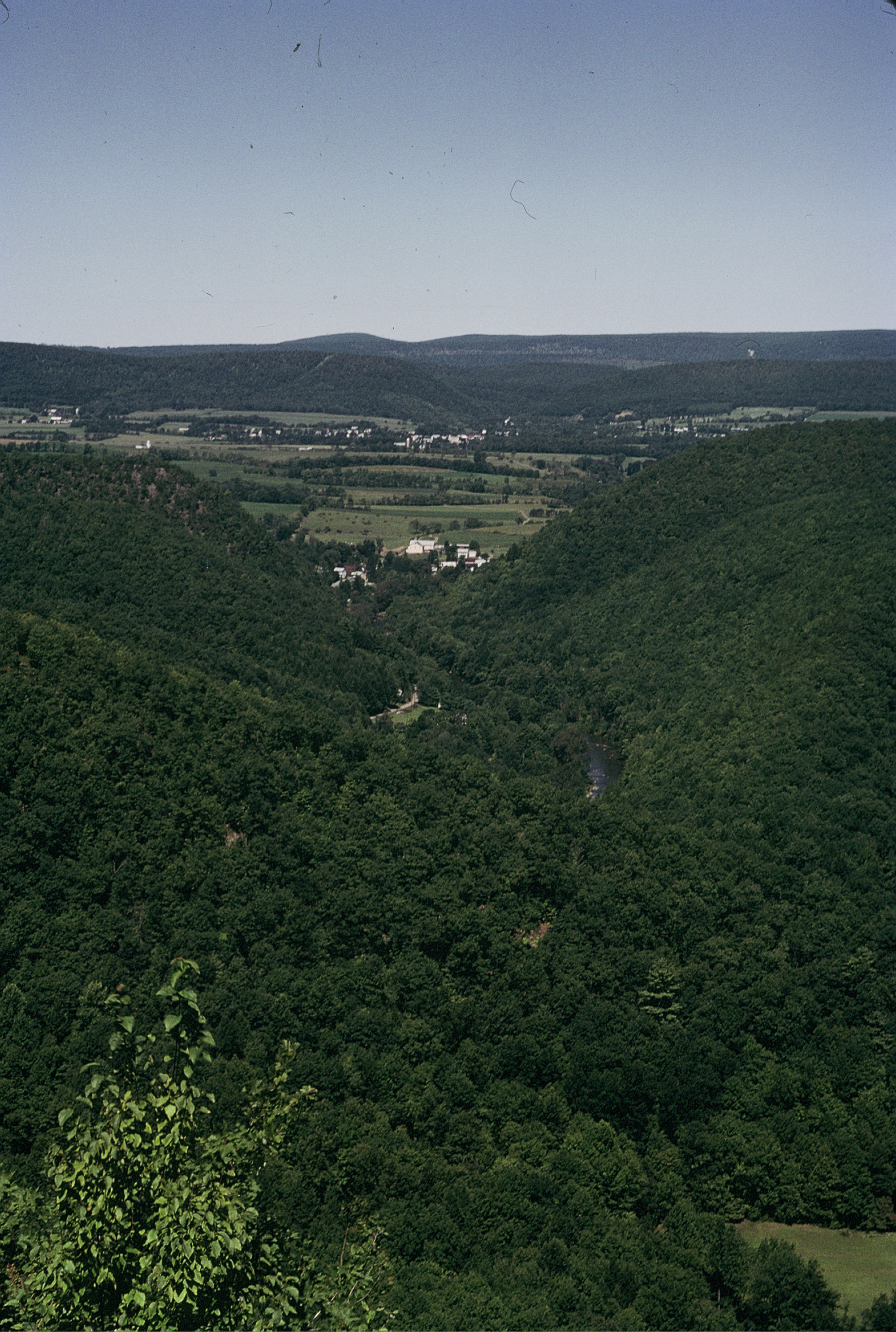
Abra fluvial (Water gap en inglés, cluse vive en francés) en los Apalaches, en la región central de Pensilvania.

Se denomina relieve apalachano, apalachiano o apalachense a un tipo de relieve formado sobre rocas sedimentarias plegadas, bastante antiguo y, por lo tanto, muy erosionado y convertido en una plataforma de erosión, pero que ha sufrido en épocas más recientes un levantamiento general (a escala regional) con lo que muchos ríos se han encajado en el relieve de una manera distinta a la que presentan los ejes de cordilleras y valles paralelos condicionados por los pliegues. Es por este motivo por el que los ríos han ido abriendo ciertas abras o congostos atravesando nítidamente las filas montañosas formadas por los estratos de rocas más resistentes. Dichas abras o "cortes" en las filas montañosas, visibles en el mapa en relieve de Pensilvania y en la imagen de la parte central de dicho estado (pueden verse dos abras sucesivas), se denominan en geología cluse, término procedente del francés, o water gap, término de origen inglés.

## Anticlinales y sinclinales
Los relieves sedimentarios ocupan casi siempre grandes superficies en las llanuras y cuencas sedimentarias y están formados por capas o estratos de rocas sedimentarias que muy raras veces tienen una disposición horizontal, sino que con el tiempo sufren deformaciones debido a distintas causas y cuyo resultado conforma los relieves plegados o plegamientos. Estos plegamientos presentan dos tipos de formaciones típicas: anticlinales y sinclinales, siendo los primeros abombamientos alargados en los que los estratos se han curvado hacia arriba por lo que el buzamiento de dichos estratos (es decir, su inclinación o pendiente) se presenta hacia afuera del plegamiento, es decir, hacia los flancos del anticlinal. Los anticlinales resultan atacados desde el momento de su formación por las fuerzas erosivas de la naturaleza, especialmente por la acción de las aguas corrientes, incrementada, a su vez, por los efectos de la gravedad. Es por ello que los anticlinales y su contraparte, los sinclinales, llegan con el tiempo, a formar lo que se denomina un relieve invertido en el que los anticlinales, que son las partes originalmente más elevadas se convierten en las más deprimidas o bajas mientras que los sinclinales, que originalmente formaban las zonas más bajas, se quedan aisladas por la erosión y forman mesetas más elevadas, que en la Guayana venezolana se llaman tepuyes.

### Anticlinal vaciado
Representan un ejemplo típico de relieve invertido ya que las partes que en un principio habían quedado a mayor altura forman ahora partes más bajas, en lo que se denomina valle anticlinal, que vendría a ser el antónimo de lo que podemos definir como tepuy o meseta aislada. En el mapa en relieve de la parte central de Pensilvania pueden verse dos de estos anticlinales casi completamente vaciados por la erosión, abiertos hacia el oeste (a la izquierda).

### Sinclinal colgado
Forma una meseta aislada por la erosión por lo que todos sus lados suelen ser abruptos hacia afuera, con una depresión en su interior formada por la curvatura original del estrato superior en el sinclinal.

## Cuestas
Se denominan cuestas a filas montañosas o serranías alargadas que presentan una forma asimétrica, bastante abrupta hacia un lado y más suave hacia el otro. Un relieve de cuestas es el que se presenta típicamente en los Apalaches y por ello resultan una especie de modelo geológico para lo que se conoce en el campo de las Ciencias de la Tierra como relieve apalachano.
La asimetría de una cuesta obedece a que la cresta de la misma está formada por un estrato resistente a la erosión (caliza, arenisca, cuarcita, etc.) que está superpuesta a capas más débiles (arcillas, etc.). Como resulta lógico, el flanco de la cuesta que coincide con la parte superior del estrato resistente tendrá por lo general un buzamiento o inclinación más débil que el lado opuesto, donde dicho estrato ha quedado seccionado por la erosión y forma la cuesta propiamente dicha. Cuando un antiguo anticlinal está muy desgastado por la erosión y sólo quedan dos cuestas frente a frente se trata de un fenómeno que toma el nombre geológico del francés, combe, y que es típico del relieve jurásico. El buzamiento de los estratos es el que nos identifica el tipo de relieve existente antes de que la erosión lo transformara radicalmente. Si se trata originalmente de un anticlinal, el buzamiento de los estratos se dirige hacia el exterior del mismo, quedando la cuesta, es decir, la parte más abrupta, hacia el interior de la combe. En cambio, en el buzamiento de un sinclinal erosionado, como es el caso de un tepuy, el buzamiento se dirige hacia el interior del mismo.

## Imágenes de satélite
- WikiMapia - Región central de Pensilvania:
- Valle del Susquehanna del área que corresponde aproximadamente al mapa en relieve incluido arriba

- Datos: Q3424336